# Laccophilus mistecus
Laccophilus mistecus är en skalbaggsart som beskrevs av Sharp 1882. Laccophilus mistecus ingår i släktet Laccophilus och familjen dykare.

## Underarter
Arten delas in i följande underarter:
- L. m. mistecus
- L. m. aztecus